# Ross, Australien
Ross är en stad i Midlands i delstaten Tasmanien i Australien och ligger vid Macquarie River, 78 kilometer söder om Launceston och 117 kilometer norr om Hobart. Staden är finns med i Register of the National Estate och är känd för sin historiska bro, ursprungliga sandstensbyggnader och Australiens historia med straffångar.

## Historia
Den första europén att utforska området var lantmätaren Charles Grimes som passerade genom området när han kartlade Tasmaniens inre däribland områden som senare blev kallade Macquarie River. Under en expedition 1821 passerade guvernör Lachlan Macquarie själv genom området vilket han noterade i sin dagbok,
| ” | Jag namngav vår senaste Night's Station "Ross", till H. M. Buchanan Esqr. ära – som är namnet på hans säte i Loch-Lomond i Skottland; denna del av Argyleslätten på högra sidan av Macquarie River är mycket vacker och har en vördnadsbjudande utsikt. | „ |

Senare under detta år, byggdes en träbro över floden och Ross blev därmed en viktig hållplats för resande mellan Launceston and Hobart. Staden utvecklade en bas för den lokala garnisonen och blev ett centrum för handel i dess omgivning Between 1848 and 1854 approximately 12,000 female convicts passed through the Female Factory..
Vid tiden för Federationen Australien 1901 hade antalet bofasta växt till 311 och omgivningarna blev kända för sin ullproduktion. Vid denna tid hade Ross fyra kyrkor, ett post- och telegrafkontor, en sparbank, ett hotell och ett stadshus och bibliotek.

## Ross fyra hörn
Staden är centrerad kring korsningen mellan gatorna Church Street och Bridge Street med en fältartilleripjäs från boerkriget och ett krigsmonument som central del i korsningen. Vägkorsningens område är på skämt kallat "Four Corners of Ross", Ross fyra hörn, där varje hörn har en etikett: 
- Frestelse: Man O' Ross Hotel
- Rekreation: Stadshuset
- Frälsning: Romersk-katolska kyrkan
- Fördömelse: Fängelse (idag ett privatägt bostadshus)[2]

## Kulturskyddade byggnader och platser

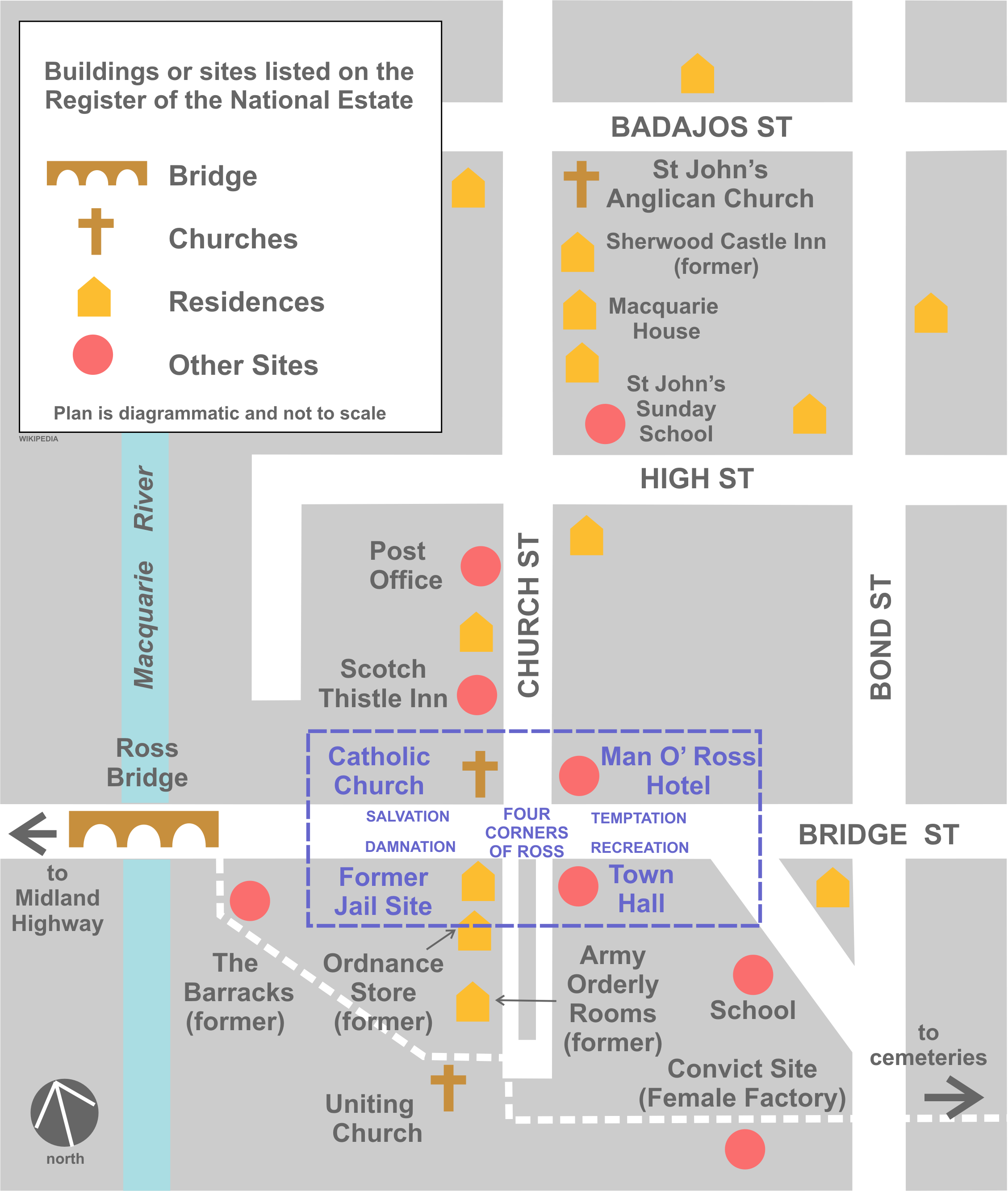
Kulturskyddade byggnader och platser i Ross.

Själva staden Ross är finns med i Register of the National Estate och många av stadens historiska byggnader, många uppförda i sandsten är listade för sig själva.

### Före detta militär- och polisbyggnader
Före detta Army Orderly Room är en kolonial stenbyggnad som var första arméhögkvarteret i Ross. Nära detta hus ligger Royal Ordnance Corps Store, som restes 1836 och har kårens vapen ingraverad över dörren. Byggnaden är idag Ross Memorial Library och Recreation Room. 
Council Clerk's cottage, beläget i sydvästra hörnet av gatorna Church Street och High Street i ett enplanshus i Georgisk stil. Västra vingen av byggnaden omfattar det gamla polishuset. Ett fängelse fanns även här.
Nära Ross Bridge finns gamla militärbaracker, ett kolonialt hus i ett plan som ganska nyligen restaurerats.

### Plats för straffångar
Platsen för straffångar daterar sig till 1840-talet. Den omtalas vanligen som Female Factory (kvinnofabriken). Den var en av endast få straffångeanstalter för kvinnor i Australien. Det finns en byggnad kvar på platsen, Assistant Superintendent's Quarters, som idag har en utställning om platsens historia.

### Kyrkor
Staden Ross har tre kyrkor, alla belägna på almallén Church Street. Uniting Church ligger vackert uppe på kullen. Den byggdes 1885 och är känd för sina kyrkbänkar i svartvedsakacia och den snidade dopfunten. Romersk-katolska kyrkans byggnad var ursprungligen ett butikshus och byggdes om på 1920-talet i nygotisk stil. Anglikanska St John's kyrka, i hörnet av Badajos Street, byggdes 1868 och har en 100 år gammal piporgel, en läspulpet i ek samt en predikstol i sten.

### Hotell och värdshus
Man O' Ross Hotel byggdes 1831 av William Sadler. Den var ursprungligen en två våningar hög byggnad i georgisk stil, men gjordes senare om till viktoriansk stil. Två gamla värdshus, Scotch Thistle Inn (tillstånd 1840) och Sherwood Castle Inn, fungerar inte längre som hotell, det förstnämnda är idag ett privatägd bostadshus och det senare har bytt namn och heter idag Ross Bakery Inn.

### Ross Bridge
Den välkända sandstensbron Ross Bridge byggdes av straffångar 1836, och är den tredje äldsta bron som ännu används i Australien. Bron beställdes av Lieutenant-Governor George Arthur och ritades av arkitekt John Lee Archer. Ett straffångarlag med de två stenhuggarna James Colbeck och Daniel Herbert, den senare krediterad med snirkliga sniderier längs båda sidorna av bron.

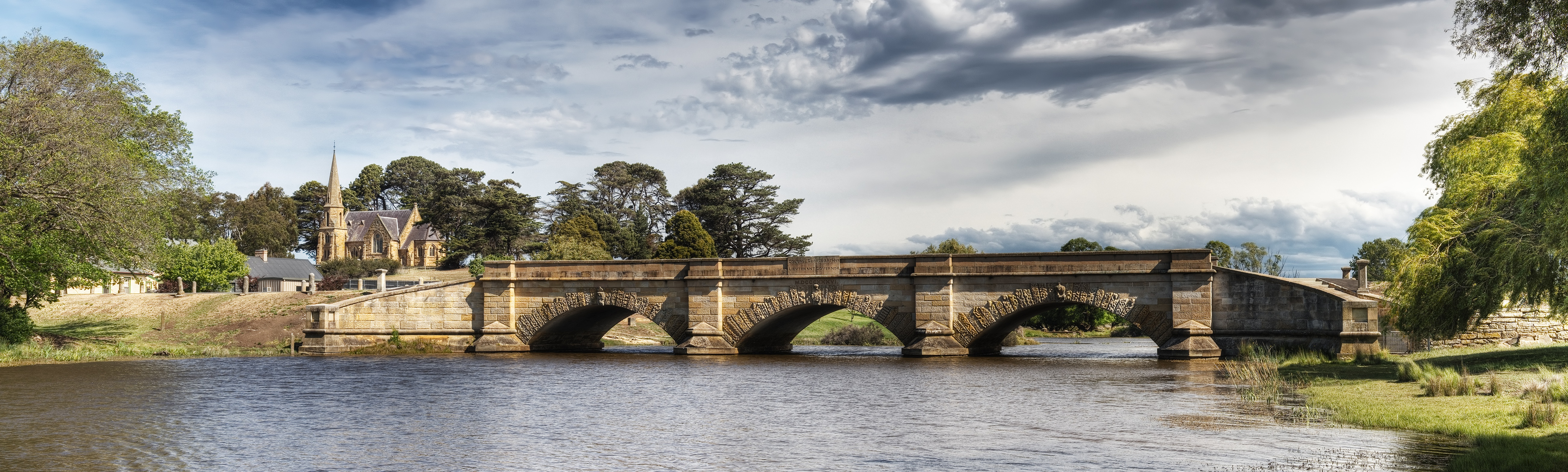
Ross Bridge med Uniting Church i bakgrunden

### Begravningsplatser
Den stora kyrkogården, belägen sydost om stadens centrum, är indelad i två sektioner - en romersk-katolsk och en sektion för Engelska kyrkan, som är omsluten med en stenmur. Den gamla militära begravningsplatsen ligger på en närliggande kulle.

### Andra offentliga byggnader
Stadshuset är en nyklassisk senviktoriansk byggnad. Det vidstående Rådskammaren (Council Chambers) är ett timmerhus med en fasad i sten. Posthuset byggdes 1896 och har en veranda med två kolonner i gjutjärn. Skolhuset är en nygotisk byggnad med varierande stenfyllda väggar.

### Andra byggnader och platser
Inom stadens centrala område finns ett antal andra byggnader, däribland privata boningshus och två före detta söndagsskolor som även finns med i kulturskyddsregistret. Utöver detta finns ett antal listade inhemska och andra platser i närområdet.

## Bekvämligheter
I Tasmanian Wool Centre finns ett museum, en ullutställning, ett ull- och hantverksområde samt en turistbyrå.
Tooms Lake byggdes som dricksvattendamm för Ross.

### Fotnoter
1. ↑  Australian Bureau of Statistics (25 oktober 2007). ”Community Profile Series : Ross”. 2006 Census of Population and Housing. http://www.censusdata.abs.gov.au/census_services/getproduct/census/2006/communityprofile/SSC66061. Läst 30 juni 2007.
2. 1 2 3 4 5 6 7  ”Ross”. Travel. The Age. 8 februari 2004. http://www.theage.com.au/news/Tasmania/Ross/2005/02/17/1108500205933.html. Läst 14 mars 2008.
3. ↑  ”The Lachlan & Elizabeth Macquarie Archive”. Macquarie University. Arkiverad från originalet den 2 april 2015. https://web.archive.org/web/20150402231303/http://www.lib.mq.edu.au/digital/lema/1821/1821june.html. Läst 15 mars 2008.
4. 1 2  ”About Ross”. Making of a Nation - Tasmanian Federation Online. The Examiner. 16 mars 2001. Arkiverad från originalet den 20 augusti 2006. https://web.archive.org/web/20060820162105/http://www.federation.examiner.com.au/federation/article.asp?id=48347. Läst 15 mars 2008.
5. 1 2 3 4 5  ”Australian Heritage Database”. The Australian Heritage Council. http://www.environment.gov.au/cgi-bin/ahdb/search.pl. Läst 15 mars 2008.
6. ↑  ”Australian Heritage Places Inventory”. Arkiverad från originalet den 28 februari 2008. https://web.archive.org/web/20080228160632/http://www.heritage.gov.au/ahpi/index.html. Läst 15 mars 2008.